# Rio Chamoso
Chamoso é um afluente do Rio Minho que atravessa os concelhos de Castroverde, Corgo e Lugo.